# Яєчня
Яє́чня або яє́шня (рідше смажени́ця, смажни́ця) — смажена страва з яєць. Яєчню готують на порційних чавунних пательнях, листах або використовують спеціальні пательні із заглибленням для жовтка і смажать при температурі 140 — 160 °C.
Яйця можна смажити у фритюрі при температурі 180 °C по 2—3 шт. на порцію. При виготовленні страви має значення дотримання теплового режиму, щоб білок надміру не тужавів.
Яєчню також готують з різними гарнірами, шпиком, картоплею або баклажанами, овочами чи грибами, цибулею, сиром, ковбасою, шинкою, сосисками, грудинкою, житнім хлібом, зеленим горошком, помідорами тощо.

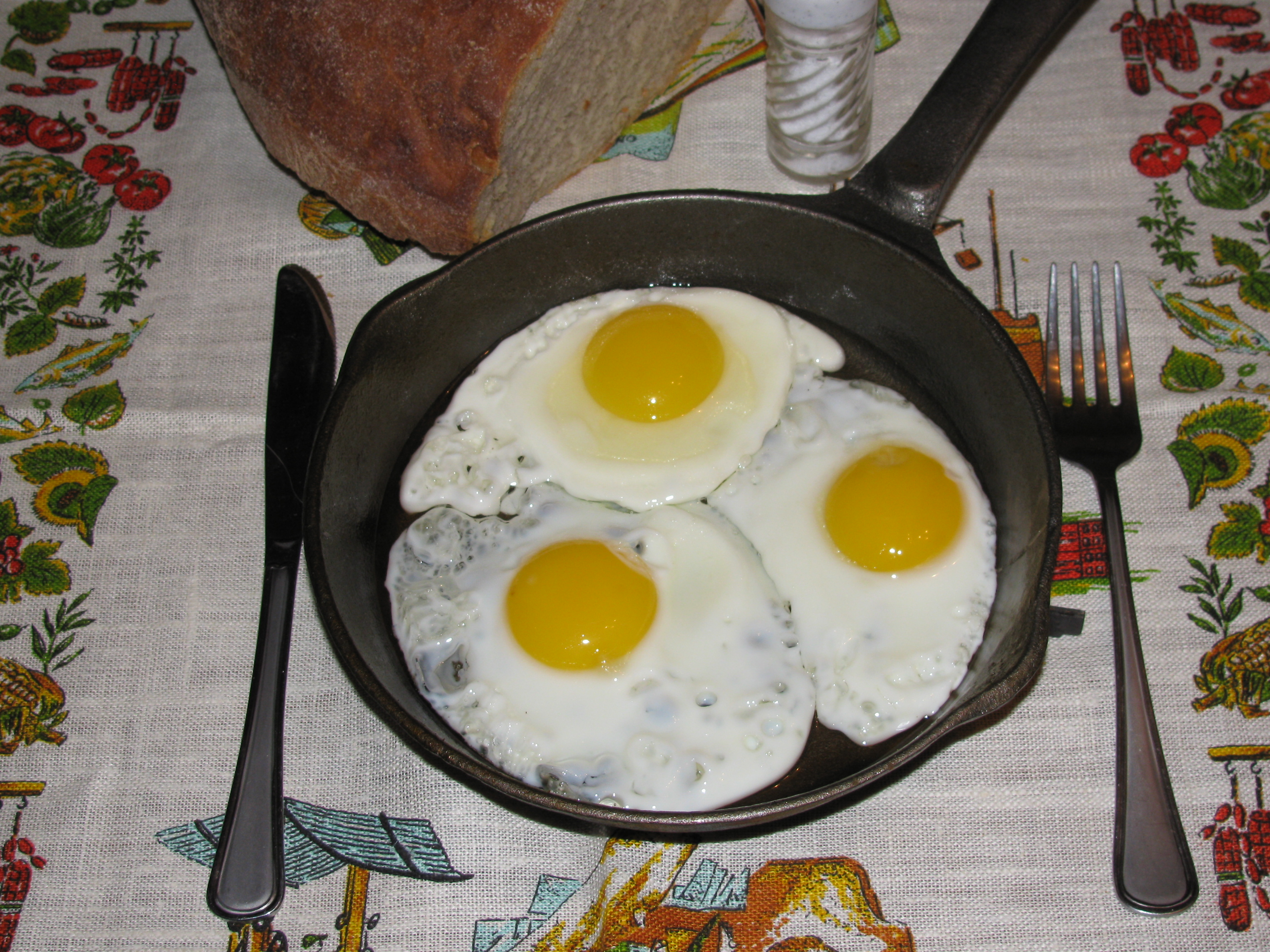
Яєчня з 3-х яєць в порційній сковороді
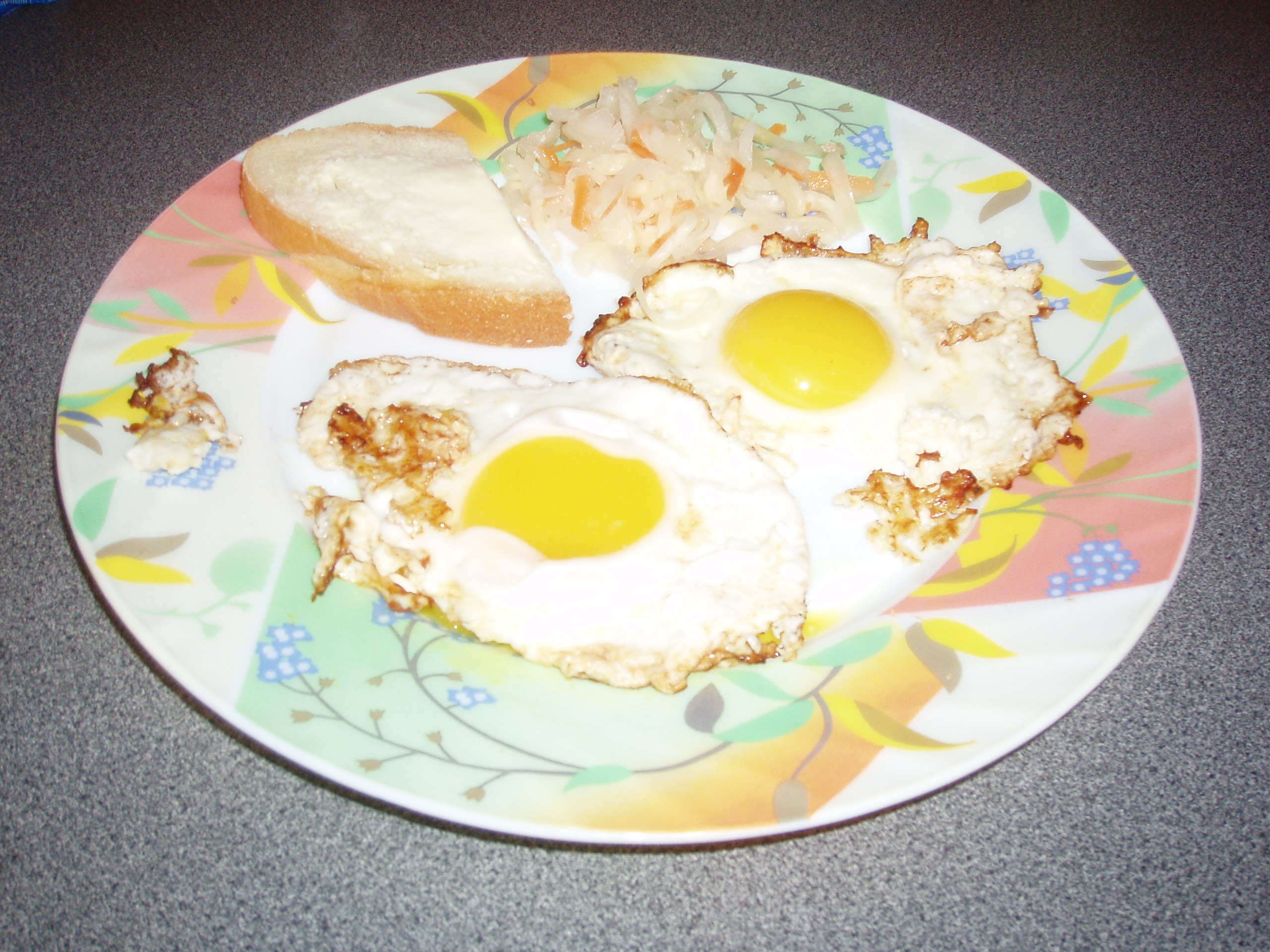
Оката яєчня на тарілці
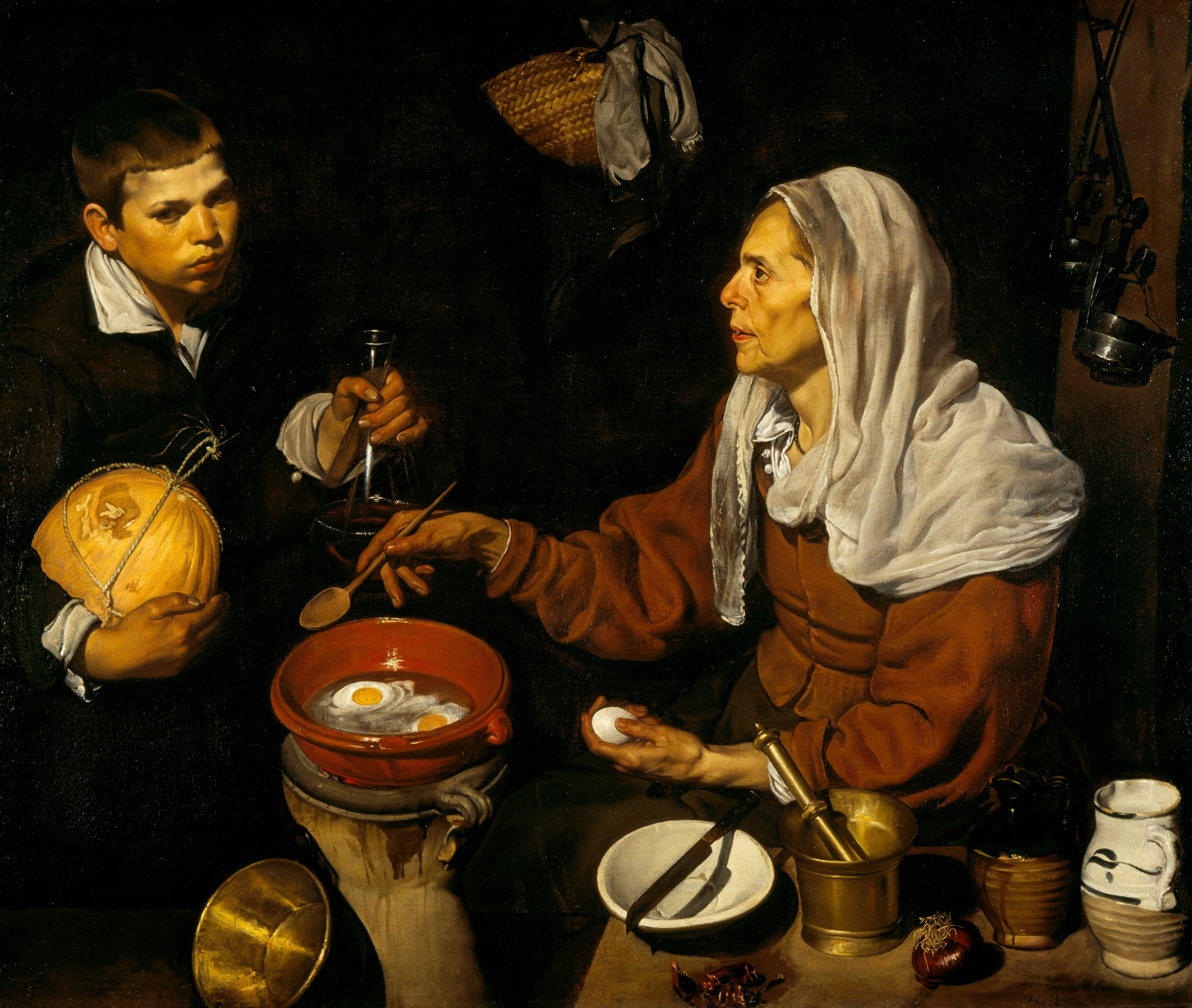
Дієго Веласкес «Жінка готує яєчню (1618)